# Orthoraphis striatalis
Orthoraphis striatalis là một loài bướm đêm trong họ Crambidae.